# Equipe islandesa na Copa Davis
A equipe islandesa na Copa Davis representa a Islândia na Copa Davis, principal competição de tênis masculina por equipes do mundo. É administrada pela Icelandic Tennis Association.